# Parafia Matki Bożej Wspomożenia Wiernych w Palmerston
Parafia Matki Bożej Wspomożenia Wiernych w Palmerston – parafia rzymskokatolicka, należąca do diecezji Darwin, erygowana w 1990 roku.
W 1994 roku na przy parafii została zorganizowana i otwarta katolicka Szkoła Podstawowa Najświętszego Serca Jezusowego.